# Dagâța
Dagâța est une commune roumaine située dans le județ de Iași.